# Lauritz Melchior

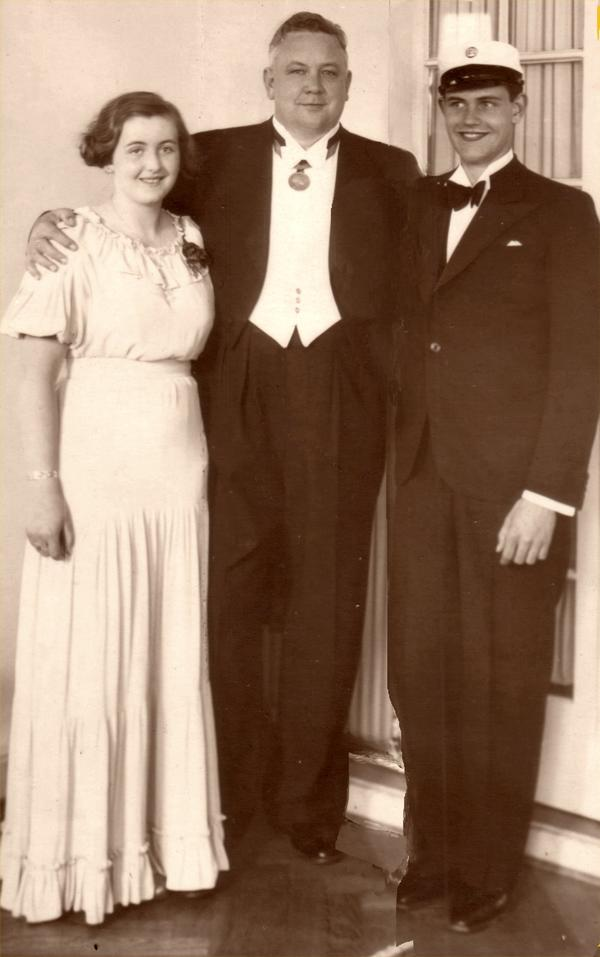
Lauritz Melchior, al centro, con sus hijos.

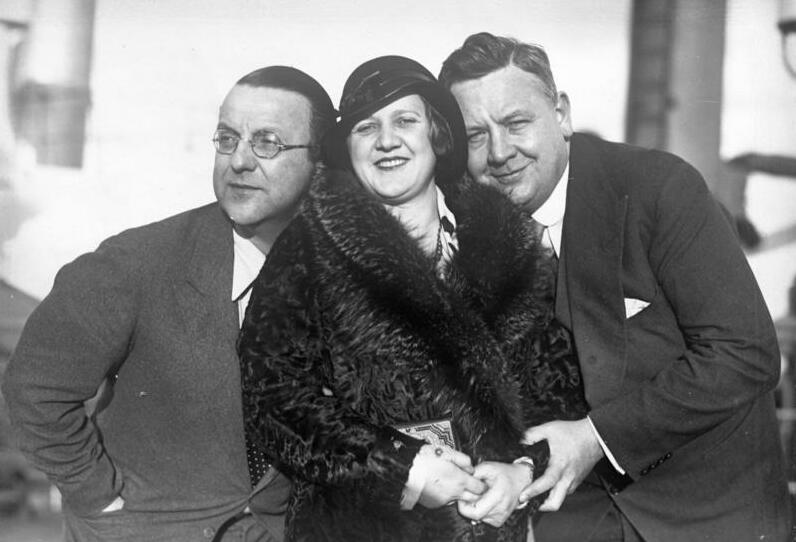
A bordo del "Europa" rumbo a New York con Elisabeth Rethberg en 1932.

Lauritz Melchior (Lauritz Lebrecht Hommel Melchior) (Copenhague, 20 de marzo de 1890-Santa Mónica, California, 18 de marzo de 1973) considerado el máximo tenor wagneriano —Heldentenor( o tenor heroico— de su época. Nació en Copenhague —el mismo día que el célebre tenor italiano Beniamino Gigli— y aunque danés se nacionalizó estadounidense en 1947.
Debutó como barítono en 1913 en la opera de Ruggero Leoncavallo  “Pagliacci”, debutando posteriormente como tenor en 1918, en la ópera Tannhäuser. 
Debutó en Berlín y luego en Núremberg, Múnich, Frankfurt, Colonia, Hannover, Bremen, Dresde, Leipzig y Chemnitz.
En Bayreuth cantó desde 1924 hasta 1931, logrando ser el más sobresaliente tenor wagneriano de su tiempo, presentándose regularmente en el Teatro Real de la Ópera hasta 1939 y en la Ópera del Metropolitan de 1926 a 1950. 
En 1931, 1933, 1942 y 1943 triunfó en el Teatro Colón de Buenos Aires bajo las órdenes de Otto Klemperer y Fritz Busch.
Sus intervenciones junto a las sopranos Frida Leider, Lotte Lehmann, Marjorie Lawrence y Helen Traubel hicieron historia aunque fue junto a la soprano noruega Kirsten Flagstad que conformo la pareja de Tristán e Isolda más famosa. testimoniada en las grabaciones dirigidas por Sir Thomas Beecham y Fritz Reiner.
Se retiró en 1950 pero continuó participando en televisión, comedias musicales y películas de Hollywood.
En 1960, para celebrar sus 70 años cantó el primer acto de La Valquiria en Copenhague, se lo apodaba "El gran Danés" (mote que fue usado para un proyectado ciclo televisivo del que solo grabó el programa piloto).
Su grabación de ese primer acto en 1935 dirigida por Bruno Walter junto a Lotte Lehmann es considerada referencial.
Está enterrado en el cementerio de Copenhague, Dinamarca.
Su hijo Ib Georg Melchior escribió una biografía sobre su padre.

## Discografía de referencia
- Wagner: Die Walküre Act 1 / Walter, Melchior, Lehmann, List, 1935
- Wagner: Tristan Und Isolde / Beecham, Melchior, Flagstad, 1937
- Wagner: Tristan Und Isolde / Reiner, Melchior, Flagstad, 1936
- Wagner: Die Götterdämmerung /Furtwängler, Flagstad, Melchior, 1937
- Wagner: Arias & Duets / Kirsten Flagstad, Lauritz Melchior , 1939
- Wagner, Schumann: Arias & Duets / Lauritz Melchior, 1940
- Toscanini Collection Vol 52 - Wagner / Traubel, Melchior, 1941